# Сайга-410
Сайга-410 — самозарядна рушниця, розроблене на Іжевському машинобудівному заводі на базі автомата Калашникова і призначене для промислового й аматорського полювання на дрібного та середнього звіра та птицю. Аналогічна за конструкцією рушницям Сайга-12 і Сайга-20. 

## Історія
Починаючи з 1993 року, на Іжевському машинобудівному заводі було налагоджено виробництво сімейства гладкоствольних самозарядних рушниць «Сайга», розроблених на основі автомата Калашникова. Завдання адаптації бойової зброї для потреб населення вирішувалася групою інженерів-зброярів Іжевського машинобудівного заводу в складі Г. Ніконова (розробника АН-94), В. Афоніна, В. Ципко, А. Туркіна, В. Абрамяна, Л. Пономарьова та В. Симоненко. Як боєприпас для нової зброї був обраний досить екзотичний для пострадянської Росії набій — .410 «Магнум», який має американське походження. Довжина гільзи в даному випадку становить 3 дюйма (76 мм), а калібр — 0,41 дюйма (10,2 мм). Спочатку передбачалося, що карабін буде працювати з іноземними патронами, потім виробництво цього типу боєприпасів було налагоджено на Тульському, Краснозаводському і Барнаульском заводах. Результатом цих досліджень стало створення самозарядної рушниці Сайга-410 — призначеної для промислового й аматорського полювання на дрібного та середнього звіра і птаху, а також самооборони.

## Варіанти
- Сайга-410 — з мисливським прикладом і цівкою. На ствольній коробці є уніфікована база для кріплення оптичного прицілу. Карабін комплектується змінними ствольними насадками. Приклад і цівка виконані з дерева або пластмаси. [1]
- Сайга-410с відрізняється наявністю складного приклада й рукоятки управління вогнем за типом АК-74М, виконаними з чорного поліаміда.
- Сайга-410К відрізняється від 410С укороченим до 330 мм стволом і наявністю пристрою блокування спускового гачка при складеному прикладі, відповідно до вимог законодавства РФ[2].
- Сайга-410К виконання 01 відрізняється від виконання 410К подовженим до 404 мм стволом і зовнішнім виглядом, максимально наближеним до АК-74М.
- Сайга-410К виконання 02 відрізняється 404-мм стволом, складним рамковим металевим або пластмасовим прикладом, дерев'яною або пластиковою цівкою і ствольною накладкою. Зовнішній вигляд подібний до АКС-74, в тому числі і за рахунок установки на кінці ствола імітатора дульного гальма-компенсатора.
- Сайга-410К виконання 03, 04 має ствол довжиною 351 мм, мушку на газовій каморі і декоративний надульнік за зразком укорочених автоматів Калашникова 100-ї серії (АК-102, 104, 105), цівку, накладку на газову трубку і складаний пластиковий (ісп. 03) або рамковий (ісп. 04) приклад за зразком АК.